# Salon de l'automobile de Tokyo 2017
La 45e édition du Tokyo Motor Show (東京モーターショー) a lieu du 27 octobre au 5 novembre 2017, au centre de convention Tokyo Big Sight de Tokyo.

## Présentation
Cette édition du Salon de l'automobile de Tokyo est marquée par l'absence de nombreux constructeurs automobiles dont notamment les marques américaines Ford et General Motors, ainsi que le groupe automobile américano-italien FCA regroupant Fiat, Alfa Romeo, Maserati, Jeep et Abarth, et l'italien Ferrari.

### Nouveautés
- Daihatsu Thor
- Honda S660 « Special β #komorebi edition »
- Lexus GS F 10th Anniversary
- Lexus RC F 10th Anniversary
- Mazda CX-8
- Mitsubishi Eclipse Cross[2]
- Mitsubishi XPander
- Nissan Leaf
- Nisan Serena ePower[3]
- Nisan Serena Nismo
- Subaru BRZ STI Sport Edition
- Subaru Impreza WRX STI S208[4]
- Suzuki Xbee
- Toyota Century III[5]
- Toyota Fine Comfort Ride

### Restylages
- Honda Legend Hybrid
- Honda Odyssey Absolute Hybrid

### Concept cars
- Daihatsu DN Compagno Concept[6]
- Daihatsu DN Multisix
- Daihatsu DN Trak
- Daihatsu DN U Trec
- Daihatsu DN U-Space
- Daihatsu Pro Cargo
- Honda Chair-Mobi Concept[7]
- Honda Fure Mobi Concept
- Honda le-Mobi Concept
- Honda NeuV Concept
- Honda RoboCas Concept
- Honda Sport EV Concept[8]
- Lexus concept LF+[9]
- Mazda Kai Concept[10]
- Mazda Vision Coupé Concept[11]
- Mitsubishi Electric Emirai 4[12]
- Mitsubishi e-Evolution Concept[13]
- Nissan IMx Concept[14]
- Nissan Leaf Nismo Concept
- Subaru Impreza Future Sport Concept
- Subaru Viziv Performance Concept[15]
- Subaru XV Fun Adventure Concept
- Suzuki Carry Open-Air Market Concept
- Suzuki e-Survivor Concept[16]
- Suzuki Spacia Concept
- Suzuki Xbee
- Toyota Crown Concept[17]
- Toyota Fine-Comfort Ride Concept[18]
- Toyota GR HV Sports[19]
- Toyota i Ride[20]
- Toyota i Walk
- Toyota Tj Cruiser[21]
- Yamaha Cross-Hub Concept[22]